# Kàikino
Kàikino (en rus: Кайкино) és un poble de l'óblast de Leningrad, a Rússia, que el 2017 tenia 51 habitants.